# 掟 (琉球王国)
掟（うっち）とは、近世の琉球王国の辞令書などに現れる間切や村の役人を意味する役職。
日本語では、「おきて」と読まれるが、沖縄語によって「うっち（ウッチ）」と発言されたとされている。ただし、言語学上必ずしも明確になっていない部分もある。
通常、間切や村の役人人事は現地を支配する地頭を介して行われていた。地頭の下には地頭代あるいはそれと同格の按司掟・大掟・西掟などが任じられ、村にも村掟などが置かれ、それぞれの職に応じて「おえが地」と呼ばれる土地が支給されていた。